# Chondrocladia michaelsarsii
Chondrocladia michaelsarsii är en svampdjursart som beskrevs av Arnesen 1920. Chondrocladia michaelsarsii ingår i släktet Chondrocladia och familjen Cladorhizidae. Inga underarter finns listade i Catalogue of Life.